# Ludvig Linder
Knut Sextus Ludvig Linder, född 21 april 1862 i Lund, död 25 februari 1944 i Stockholm, var en svensk bibliotekarie. 

## Biografi
Linder blev filosofie kandidat vid Uppsala universitet 1886 och filosofie licentiat vid Lunds universitet 1892. Året därpå blev han anställd som amanuens vid Kungliga biblioteket i Stockholm och var från 1912 och till sin pensionering 1929 förste bibliotekarie där. 

### Hem och familj
Ludvig Linder var son till domprosten Carl Wilhelm Linder och Ulla Wallenberg; han var vidare bror till generaldirektören Wilhelm Linder och författaren Ulla Linder samt svåger till sophiasyster Anna Linder. 
Linder gifte sig 1899 med Selma Rossander (1869–1939), som var dotter till professor Carl Jacob Rossander och syster till fysikern Gulli Petrini. Makarna fick fyra barn: Barbro (1901–1992), filosofie magister och gift med seminarierektor Helge Granat, Viveka (1903–1980), juris kandidat och byrådirektör och gift med statsgeologen Erik Granlund, Klares (1905–2001), gift med Herbert Lewes, och Ulla (1909–1983), filosofie licentiat och gift med docent Erik Welin. 
Familjen bebodde efter 1911 den egna stadsvillan Tofslärkan 11 vid Tyrgatan 9 i Lärkstaden i Stockholm. I huset, som hade ritats av svågern, arkitekt Erik Hahr, hade Linder en omfattande konstsamling. Fasaden smyckas över entrén av en minnestavla utförd av dekorationsmålaren Filip Månsson. Den visar texten "1911 färdigbyggdes detta hus" mellan en ordsymbol och ägarens exlibris i form av ett träd vars frukter faller ned i en uppslagen bok.
Linder avled i februari 1944 och jordfästes den 3 mars 1944 i Jakobs kyrka i Stockholm. Därefter fördes kistan till eldbegängelse i Norra krematoriet på Norra begravningsplatsen.

### Noter

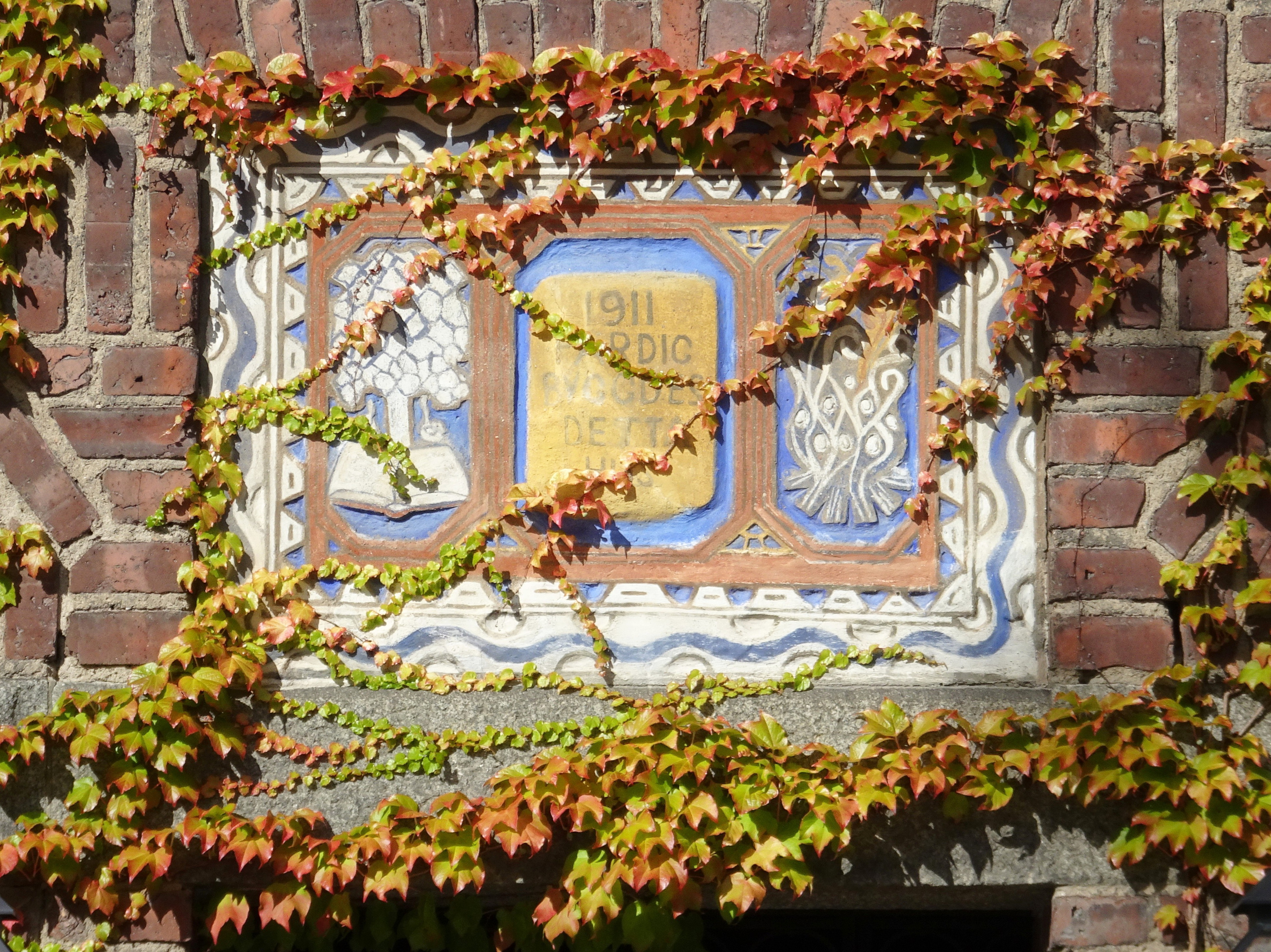
Minnestavla över entrén Tofslärkan 11.